# Sonnay
Sonnay ist eine französische Gemeinde mit 1.255 Einwohnern (Stand: 1. Januar 2022) im Département Isère in der Region Auvergne-Rhône-Alpes; sie gehört zum Arrondissement Vienne und zum Kanton Roussillon.

## Geografie
Sonnay liegt etwa 18 Kilometer südsüdöstlich von Vienne. Umgeben wird Sonnay von den Nachbargemeinden La Chapelle-de-Surieu im Norden, Bellegarde-Poussieu im Osten und Nordosten, Jarcieu im Südosten, Bougé-Chambalud im Süden, Anjou im Westen sowie Ville-sous-Anjou im Nordwesten.

## Bevölkerungsentwicklung

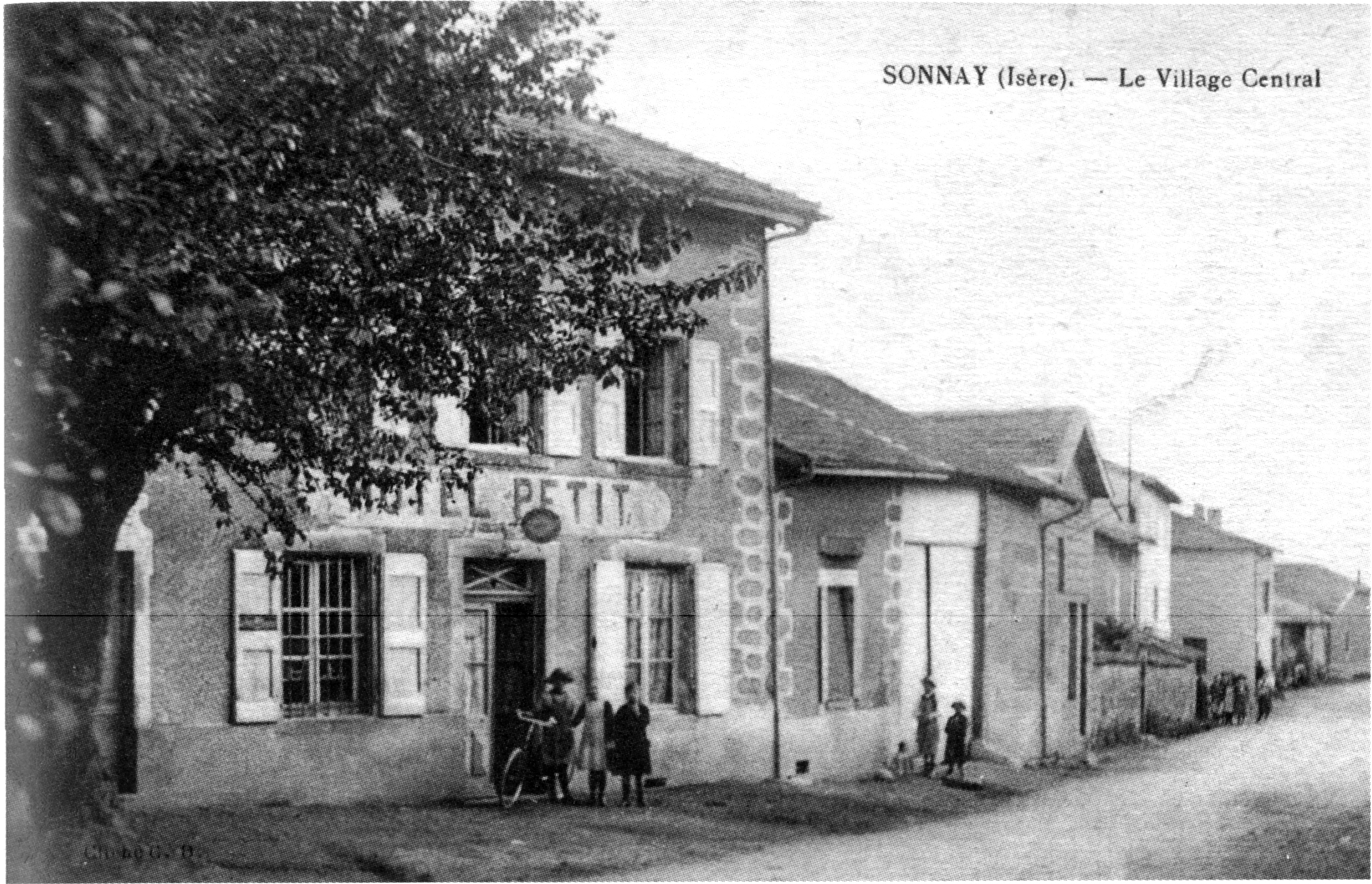
Sonnay auf einer alten Postkarte

| Jahr                       | 1962 | 1968 | 1975 | 1982 | 1990 | 1999 | 2006 | 2017 |
| -------------------------- | ---- | ---- | ---- | ---- | ---- | ---- | ---- | ---- |
| Einwohner                  | 662  | 622  | 636  | 689  | 853  | 959  | 1210 | 1241 |
| Quellen: Cassini und INSEE |      |      |      |      |      |      |      |      |